# Medeyrolles
Medeyrolles ist eine französische Gemeinde mit 116 Einwohnern (Stand: 1. Januar 2022) im Département Puy-de-Dôme in der Region Auvergne-Rhône-Alpes (vor 2016 Auvergne). Sie gehört zum Arrondissement Ambert und zum Kanton Ambert (bis 2015 Kanton Viverols).

## Geographie
Medeyrolles liegt etwa 65 Kilometer südöstlich von Clermont-Ferrand im Regionalen Naturpark Livradois-Forez am Arzon. Nachbargemeinden von Medeyrolles sind Saint-Just im Norden, Viverols im Nordosten, Sauvessanges im Osten, Saint-Jean-d’Aubrigoux im Süden, Dore-l’Église im Südwesten, Arlanc im Westen sowie Beurières im Nordwesten.

## Bevölkerungsentwicklung
| Jahr                       | 1962 | 1968 | 1975 | 1982 | 1990 | 1999 | 2006 | 2013 |
| Einwohner                  | 245  | 228  | 185  | 144  | 126  | 108  | 113  | 113  |
| Quellen: Cassini und INSEE |      |      |      |      |      |      |      |      |